# Topolin
Topolin (ukránul: Тополин) település Ukrajnában, Kárpátalján, a Huszti járásban.

## Fekvése
Huszt közelében, Monostor (Монастирець) szomszédjában, a Medvés patak völgyében fekvő település.

## Története
2020-ig közigazgatásilag Monostorhoz tartozott.

## Népesség
318 lakosa van.